# François Di Dio
 (novembre 2019).
Pour les articles homonymes, voir Di Dio.
François Di Dio, né à Valguarnera Caropepe en Sicile le 30 avril 1921 et mort le 22 juin 2005 près de Castillon-Massas dans le Gers, est un éditeur et écrivain français, fondateur directeur de la collection devenue ensuite les éditions Le Soleil noir (1950-1983). Il a été l'époux de l'indianiste et traductrice Nicole Ménant, son bras droit dans l'édition.

## Vie et œuvre

### Enfance et adolescence
D'origine sicilienne, François Di Dio grandit à Alger où sa famille s'est installée après avoir fui le fascisme vers 1928. Au lycée, il découvre la typographie alors qu'il s'occupe d'une petite revue imprimée par un certain Monsieur Marcel. Après le baccalauréat, tout en s'inscrivant en droit, il découvre l'œuvre d'Arthur Rimbaud et croise les écrivains Philippe Soupault, Albert Camus, Claude Roy, Emmanuel Roblès chez l'éditeur Edmond Charlot. Il rencontre également les peintres Maria Manton, qui réalise son portrait, et Louis Nallard.
En juillet 1943, Di Dio rejoint les Français libres de la division Leclerc : la campagne de France, durant laquelle il est grièvement blessé, le mène jusqu'en Alsace et au-delà du Rhin. Il redevient civil en octobre 1945.

### Le premier Soleil noir
Après avoir trouvé en 1946 du travail au TEC (Travail et Culture) comme secrétaire, il écrit à Paul Éluard qui lui ouvre sa bibliothèque, le présente à des compagnons fous de livres comme lui. Avec d'autres amis, il crée alors les Presses du livre français au 29 rue de l'Échaudé dans le VIe à Paris où il publie entre autres Jean Paulhan et Franz Kafka, tous deux illustrés par des gravures originales de Wols.

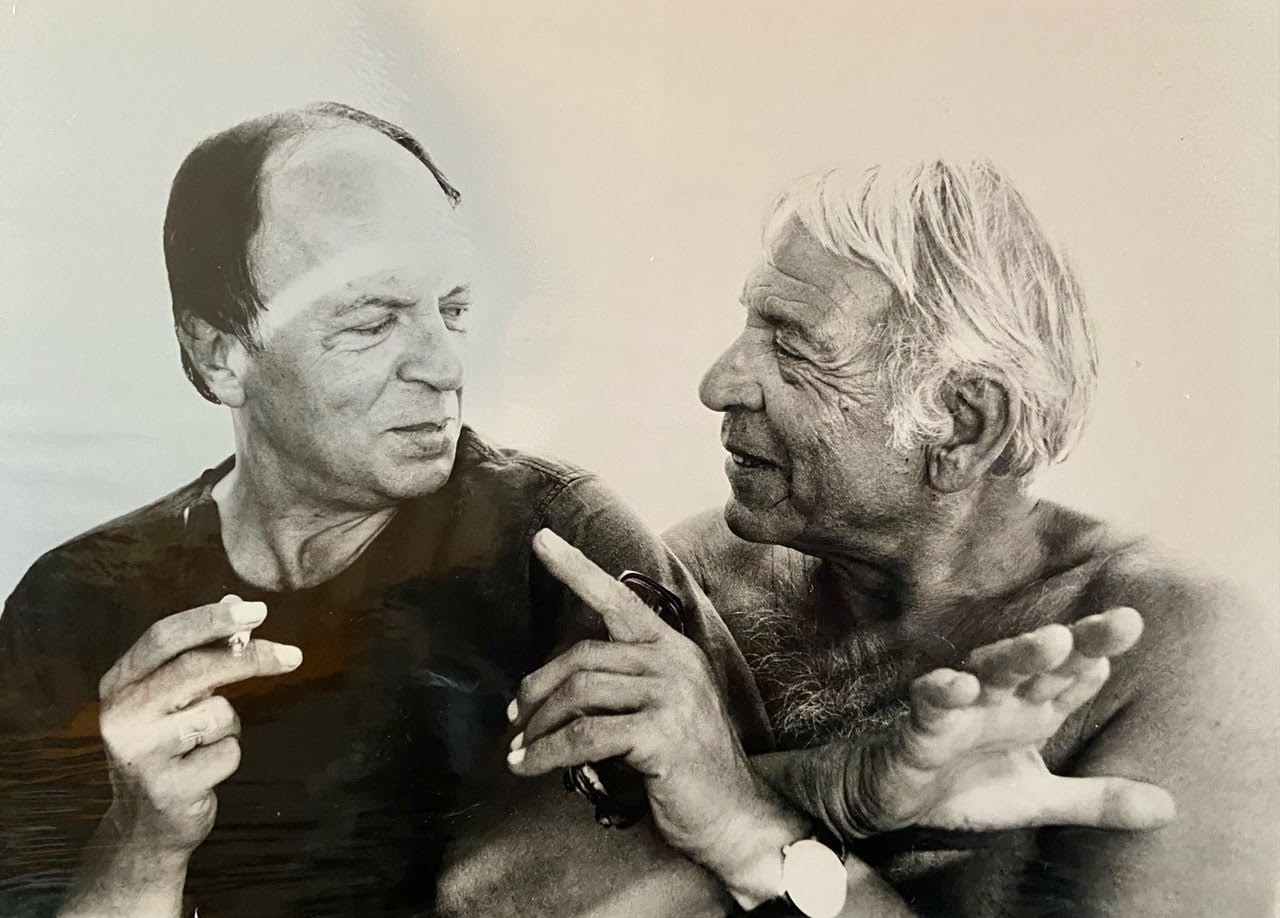
François Di Dio et son grand ami Ghérasim Luca

L'exposition internationale du surréalisme de 1947 organisée à la galerie Maeght à Paris le marque profondément. Par le biais de Nora Mitrani, il rencontre André Breton en 1949. De la lecture d'Arcane 17, notamment la phrase du mystique Éliphas Lévi, « Osiris est un dieu noir, la parole énigmatique que l'on jette à l'oreille de l'initié », lui vient l'idée d'une collection de littérature et d'art qu'il appelle « Le Soleil noir ». Cependant, c'est par Éluard que Di Dio découvre les éditions Black sun press (litt. : Presse du soleil noir) installée à Paris depuis 1927, et dont la belle qualité typographique faisait école dans certains milieux bibliophiliques, sans compter son ouverture à la poésie américaine et anglaise d'une extrême modernité.
Di Dio publia dans sa collection « Le Soleil noir » des poèmes français de Ghérasim Luca avec des illustrations du peintre roumain Jacques Hérold, des poèmes de Jean-Pierre Duprey, un texte de Camille Bryen illustré par Jean Arp. Avec Charles Autrand, il lance également entre 1950 et 1953 la revue Positions (3 numéros dont le « Premier bilan de l'art actuel »). Son édition de Justine du marquis de Sade, préfacée par Georges Bataille incluant une gravure de Hans Bellmer ne fut pas inquiétée bien que Di Dio eût effectué par principe le dépôt légal.
En 1954, il met en sommeil sa collection qui sera diffusée par Éric Losfeld. Il part pour un long périple en Inde d'où il ramène les matériaux d'un ouvrage publié conjointement avec Nicole Ménant, Gita Govinda ; puis va en Afrique subsaharienne où il réalise plusieurs films au Mali dont Les Funérailles dogons, de Marcel Griaule. Le disque issu de ce travail obtient le prix de l'académie Charles-Cros l'année suivante.

### Un éditeur conseil, un architecte du livre
Après l'aventure des Presses du livre français et au cours de l'expérience des éditions du Soleil noir, François Di Dio éditera quelque 300 ouvrages dont 156 sous la référence Soleil noir et 144 en tant qu'éditeur-conseil auprès de maisons comme Draeger, Tchou, Pauvert, Georges Fall, Christian Bourgois, José Corti…
Apprécié pour ses qualités de maquettiste et de graphiste, véritable architecte du livre, il exécutera plusieurs travaux de commande dont la réalisation de l'affiche et du catalogue de l'exposition Roberto Matta pour la galerie Iolas (Genève, juin-juillet 1966) et du Festival international du livre de Nice (1970).

### Le retour du Soleil noir
Au début des années 1960, conscient de l'évolution du marché de l'art, Di Dio décide de bouleverser les règles de la haute bibliophilie et réinvente puis réalise le concept de « livre-objet » multiple, édition d'un même texte poétique en trois séries limités, grâce au travail conjoint d'un ou plusieurs artistes reconnus, des typographes, des relieurs. La première série (A) est le livre-objet à proprement parler, édité à peu d'exemplaires (moins de 100), suivant l'exemple de certains graveurs ou éditeurs de bronze artistique. La série B dite « Club », de « bibliophilie populaire » selon Di Dio, tirait en moyenne à 300 exemplaires tandis que la série C, 1 500 exemplaires, comprenait un ouvrage relié au format poche, illustré et typographié.
Di Dio aime à rappeler qu'en 1929, Breton décrit dans l'un de ses rêves un livre de toile grossière dont le dos était un nain de jardin. De même, Di Dio note qu'en 1936, Georges Hugnet ouvrait une librairie à l'enseigne du « Livre objet », créant des livres d'artistes à un seul exemplaire (la fameuse reliure lacets de Die Puppe, pour Hans Bellmer).
En 1963, les premiers artistes et poètes qui acceptent de jouer le jeu ensemble sont :
- Max Ernst, Jacques Hérold et André Breton en préfacier pour des poèmes posthumes de Jean-Pierre Duprey, Derrière son double, oct. 1964
- Marcel Duchamp, Alberto Giacometti et Robert Lebel pour La Double vue, décembre 1964

Par la suite, il publie des ouvrages, plus d'une centaine, aujourd'hui introuvables, et que l'on peut admirer entre autres à la réserve des livres rares et précieux de la Bibliothèque nationale de France, à la Bibliothèque littéraire Jacques Doucet ou au Frac Limousin.
En 1975, l'écrivain Julien Gracq prend personnellement la défense du Soleil noir dans un article publié par Le Monde : l'éditeur est menacé par la nouvelle réglementation fiscale qui impose une T.V.A. au taux de 33 % sur le livre-objet et le livre d'artiste, et ce, de manière rétroactive. Le coup est dur pour l'éditeur, d'autant que la France s'enfonce dans la crise économique.
Le Soleil noir cesse officiellement ses activités en avril 1983.

### Après Le Soleil noir
De 1983 à 1991, Di Dio anime le Criapl'e (Centre de recherches internationales des arts plastiques et de l'écrit) avec quelques amis (Philippe Audoin, Jacques Frélaut, Monique & Bernard Duval, Henry Bussière, Anne Frélaut-Ortner, Michel Guillet), où il publie un Ghérasim Luca/Micheline Catti, un Kafka/Dado. L'œuvre complète (à l'époque) du poète Jean-Pierre Duprey sortira aux éditions Christian Bourgois en un ultime livre-objet, édité avec la complicité de Georges Fall, et intitulé le « livre-clous ».
En septembre 1991, la Biennale du livre d'artiste d'Uzerche et l'association Pays-Paysage lui consacrent une exposition-colloque puis c'est au tour de la galerie Lecointre-Ozanne d'organiser une mini-rétrospective à Paris.
En 1993, le Carré d'Art de Nîmes lui rend hommage en une exposition inaugurale de l'ensemble des ouvrages publiés par Le Soleil noir.
L'éditrice Marie-Laure Dagoit, par le biais de Claude Pélieu, rencontre Di Dio avant de fonder en 1995 les éditions Derrière la salle de bains.
En 1997, Di Dio publie sous le pseudonyme de François-Sébastien Aréna (du nom de sa mère), Éternité provisoire, chez Georges Fall, un livre de souvenirs des années noires (1942-1945) avec une couverture de Jacques Monory.
Chez l'éditeur José Corti, il aide à l'édition de toute l'œuvre de Ghérasim Luca dont La voici la voix silanxieuse (1997) pour laquelle il règle la « mise en page » typographique.

Le poète André Velter dira de lui à sa mort : 

« Di Dio plaça au plus haut point le sens de l'honneur et celui de la révolte, alliant fougue et fidélité, noblesse et provocation. »

## Catalogue

### Presses du livre français (1948-1953)
Pour former les Presses du livre français, Di Dio s'associe au cours de l'année 1947 à d'autres amis qui souhaitent eux aussi se lancer dans l'édition. Chacun y développe sa collection. C'est une maison placée sous le signe de l'amitié, du surréalisme et de la résistance. Outre « Le Soleil noir », on trouve par exemple les collections « Le Soleil rouge » et « Le Soleil bleu ». Après le départ de Di Dio en 1954, Éric Losfeld et Robert Amouroux y publieront des livres à caractères parfois érotiques, rapidement interdits.
Ouvrages parus sans la mention « Soleil noir »
- Jean Paulhan : Le Berger d'Écosse suivi de Les Passagers, La Pierre Philosophale, ill. de 5 pointes sèches de Wols, 1948
- Franz Kafka : L'invité des morts suivi de Dans notre synagogue, L'épée, Les lampes neuves, tr. de Marthe Robert, ill. de 4 pointes sèches de Wols, 1948
- Michel Massian : La Femme de ma vie, dessins de Pierre-Charles Dabouis, 1948 (impr. Marcel Knops)
- Maurice Toesca, Histoires de bêtes, ill. par Anita de Caro, 1949
- [Bohumir Strohalm], Bocian 1949, 1949
- Alexandra Crawford, 7 Poems, ill. de Arnold Herstand[11], 1949
- Marcel Arland : Le Mal, ill. d'André Masson, 1949 (hors commerce)
- Virginie Hell, Saphir ou le journal de Gilles, 1949
- [Anonym.], Prosopopée de Pazouzou. Bréviaire amoureux de Saint-Germain-des-Prés, 1949
- Jean-Jacques Ki[h]m [poèmes][12], [Jean-]Jacques Pajak [illust.] : Arabesques, 1950
- Pierre Ringel, Molière en Afrique noire ou le Journal de 4 comédiens, préf. de Louis Jouvet, ill. d'un dessin et de photos, 1950
- Paul Berger, Annonciation, coll. « Relai », 1950
- André Chouraqui, La condition juridique de l’israélite marocain, préf. René Cassin, Alliance israélite universelle/PLF, 1950
- Janus / ID no 3, cinq nouvelles en français et anglais : Guy de Maupassant, James R. Hewitt, G. D. Chance, Elliott Stein, J. J. Kim, Daniel Mauroc, Paris / New York, 1950
- Jules Supervielle : La Création des animaux, dessins de Jacques Noël, coll. « Le Soleil rouge », 1951
- Paul Dufour : Un Adolescent regarde l'infini suivi de Daniel et Le lion enchanté, préf. de Pierre Cabanis, illust. de l'auteur, 1951
- Michel Beaugency[13], Feux vifs et flammes mortes pour un astre éteint, ill. de Jean Boullet, préf. de Jean Cocteau, coll. « Relai », 1953 (impr. Marcel Knops)

### Le Soleil noir (collection puis éditions)
Sous l'enseigne des Presses du livre français, Di Dio lance en 1950 une collection intitulée « Le Soleil noir » qui deviendra en 1963 une maison d'édition à part entière où pourra enfin paraître un premier livre-objet dont l'éditeur avait imaginé le développement dès le début des années 1950.